# Ocyurus chrysurus
Ocyurus chrysurus es una especie de peces de la familia Lutjanidae en el orden de los Perciformes. En Cuba es conocido como «rabirrubia» y en México como «pargo canané» .<!R0> 

## Morfología

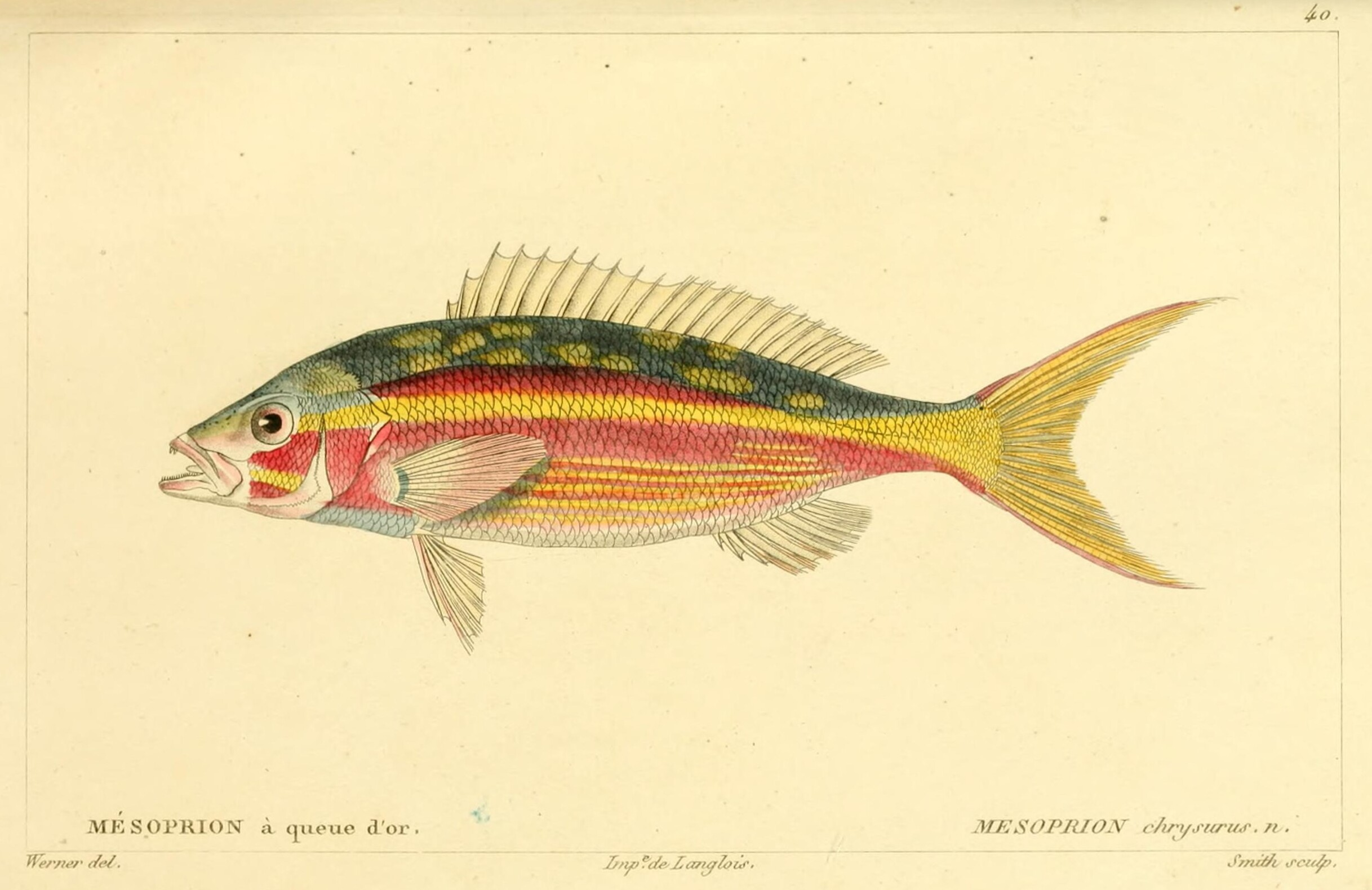
Ilustración del siglo XIX.

• Los machos pueden llegar alcanzar los 86,3 cm de longitud total.<!R1><!R2>

## Alimentación
Los individuos jóvenes se nutren principalmente de plancton, mientras que los adultos comen peces, crustáceos, gusanos, gasterópodos y cefalópodos.

## Depredadores
Es depredado por Caranx bartholomaei ,Scomberomorus caballa ,Epinephelus striatus y Sphyraena barracuda .

## Hábitat
Es un pez de mar de clima subtropical y asociado a los  arrecifes de coral que vive hasta 180 m de profundidad.

## Distribución geográfica
Se encuentra desde Massachusetts (Estados Unidos) y Bermuda hasta el sureste del Brasil, incluyendo el Golfo de México y Antillas. Es muy común en las Bahamas, el sur de Florida y a lo largo del Mar Caribe.

## Uso comercial
Se comercializa fresco o congelado.